# Festival (film 2005)
Festival è un film del 2005 diretto da Annie Griffin.